# Plesiosternus setosus
Plesiosternus setosus är en skalbaggsart som beskrevs av Moron 1983. Plesiosternus setosus ingår i släktet Plesiosternus och familjen Rutelidae. Inga underarter finns listade i Catalogue of Life.